# 大河内豊貫
大河内 豊貫（おおこうち とよつら）は、江戸時代中期の旗本。大河内宗家18代。石高は715石。

## 生涯
享保12年（1727年）に大河内久豊の長男として生まれる。寛保元年（1741年）3月に父が死去し、6月2日に家督を相続する。延享4年（1747年）11月7日に小納戸、12月3日に小姓となる。寛延元年（1748年）12月21日、従五位下摂津守に叙任され、後に肥後守となる。宝暦元年（1751年）4月25日、寄合となる。明和7年（1770年）10月17日に死去。享年44。